# Colón (El Salvador)
Colón è un comune del dipartimento di La Libertad, in El Salvador.